# やまと新聞社
株式会社やまと新聞社（やまとしんぶんしゃ）は、日本のニュースサイト運営会社。1969年（昭和44年）7月より、『やまと新聞』（やまとしんぶん）を発行していた。本項では、前身の『帝都日日新聞』についても併せて記述する。

## 概要
前身は1932年（昭和7年）8月に創刊された『帝都日日新聞』（ていとにちにちしんぶん）略称は『帝日』で、1940年（昭和15年）11月30日、1871年（明治4年＝旧暦明治3年）創刊の大日本帝国最古の近代新聞『東京毎日新聞』を合併。
大東亜戦争（太平洋戦争・第二次世界大戦）遂行へと突き進む軍部・大本営報道部・東條内閣を批判する言論で発売禁止や停刊を繰り返し、ついには1944年（昭和19年）4月3日、内閣情報局から新聞紙法および治安維持法に基づく発行停止命令を受け、一旦廃刊。終戦直後に一時復刊したが、創業者野依秀市が公職追放され再び休刊。対日講和から6年もの歳月が流れた1958年（昭和33年）7月19日にようやく完全復活を果たした。野依死後の1969年（昭和44年）7月1日、児玉誉士夫がオーナーを務めていた国民タイムズ（現・東京スポーツ）の旧紙名を引き継がせて、『やまと新聞』に改題した。
元来は日刊だったが、『やまと新聞』へ改題以降は刊行頻度の変更を重ね、21世紀初頭には1、4、7、10月に季刊として発行。2013年（平成25年）からは電子版による随時発行とした。「日本人による日本人のための新聞社であり続けます」「やまと新聞社は左傾化して行くマスコミとは一線を画し、国会内にあって唯一の保守本流新聞として戦います」と銘打ち、「国会両院記者会」の幹事社を務めている。

### 所在地
公式サイト内プライバシーポリシーの問い合わせ先は東京都千代田区永田町1-7-1の衆議院内、特定商取引に基づく表記は東京都中野区中野4-3-1のサンクオーレ2階としている。
2007年の日本マスコミ総覧では東京都中央区日本橋人形町（後述）とされている。2009年頃のウェブサイトでは、プライバシーポリシーページ内問合せ先は東京都中央区日本橋茅場町2-16-10、特定商取引法に基づく表記は東京都中野区新井1-12-14としている。2010年頃に更新されたプライバシーポリシー内問い合わせ先は東京都千代田区永田町1-7-1衆議院内としているが、特定商取引法に基づく表記内所在地は引き続き東京都中野区新井1-12-14としている。登記簿上の本社所在地は、東京都中野区中野4丁目3番1号 サンクオーレビル。

## 沿革

### 帝都日日新聞
- 1932年（昭和7年）8月10日 - 野依秀市によって『帝都日日新聞」（『帝日』）創刊。（東京市芝区芝公園5号地=現：東京都港区芝公園5-10。仏教真宗会館=野依事務所ビル）
  - 新聞のモットーは、「嘘を書かぬ新聞」「金力で作れぬ新聞」。実際、資金不足で輪転機まで金が回らず、やまと新聞社（初代）、日本新聞社、中央新聞社など競合他社に委託して印刷した[一次 7]。
- 1933年（昭和8年）8月19日 - 全関東自転車選手権大会開催[一次 7]。
- 1936年（昭和11年）6月9日 - 双葉山全勝祝賀会開催 [一次 7]。
- 1937年（昭和12年）6月5日 - 双葉山横綱昇進祝賀会開催 [一次 7]。
- 1938年（昭和13年）
  - 10月20日 - 「靖国神社を讃え奉る歌」の懸賞募集発表[一次 7]。
  - 11月13日 - 「渋澤栄一翁七年祭記念時局大講演会」開催[一次 7]。
- 1939年（昭和14年）8月18日 - 「英国大排撃全国青年大演説会」開催[一次 7]。
- 1940年（昭和15年）
  - 3月6日 - 「紀元二千六百年を讃うる歌」発表演説会開催[一次 7]。
  - 10月1日 - 「日独伊三国同盟成立祝賀行進曲」歌詞懸賞募集[一次 7]。
  - 11月9日 - 「紀元二千六百年奉祝の夕」開催[一次 7]。
- 1941年（昭和16年）
  - 1月25日 - 「打倒英国」大演説会開催[一次 7]。
  - 5月12日 - 「東亜共栄圏を讃うる歌」発表演説会開催[一次 7]。
- 1942年（昭和17年）2月16日 - 「米英撃滅皇軍感謝の夕」開催[一次 7]。
- 1944年（昭和19年）4月3日 - 東條政権批判等により、内閣情報局から新聞紙法および治安維持法に基づく発行停止命令を受け、強制休刊[一次 8]。
  - これ以前にも、東條内閣、陸軍省、大本営報道部の姿勢を批判したかどにより、発売禁止60数回、発行停止（2週間）3回を受ける[一次 8]。

### 占領下
- 1945年（昭和20年）10月15日 - 『帝日』復刊を記念し「新日本建設講演会」を日比谷公会堂で開催[2]。
- 1947年（昭和22年）7月20日 - 野依がGHQにより公職追放令G項該当者に指名され退任[2]。野依は後任社長に保科勇を指名[2]。
- 1951年（昭和26年）1月22日 - 野依の公職追放解除[2]。

### 独立後
- 1955年（昭和30年）2月27日 - 第27回衆議院議員総選挙で野依が日本民主党（現・自由民主党）から大分2区に出馬、トップ当選。党総務に就任[2]。保守合同の立役者となる[2]。
- 1957年（昭和32年）
  - 5月20日 - 野依、恐喝容疑で全国指名手配[2]。
  - 5月27日 - 野依、逮捕される[2]。総て保守合同のために使用、自らも借金をした[2]。

### 復刊
- 1958年（昭和33年）7月19日 - 野依により、帝都日日新聞復刊 [2][一次 9]。野依の誕生日であり、それに合わせて復刊した[要出典]。
- 1961年（昭和36年）1月30日 - 赤色革命から国民を守る国民大会が日比谷公会堂で開催 [2][一次 10]。風流夢譚を掲載した中央公論に抗議して開催。
- 1965年（昭和40年）4月12日 - 個人経営から株式会社帝都日日新聞による経営に移行。『実業之世界』も同社から発行。野依は社主となり、社長は筒井弥二郎が就任[2][一次 11]。
- 1968年（昭和43年）
  - 3月31日 - 野依が東京都新宿区の東京女子医大病院にて死去（82歳)[2][一次 12]。
  - 7月1日 - 取締役相談役児玉誉士夫、代表取締役社長吉田裕彦、代表取締役副社長：筒井弥二郎の新体制発足[2][一次 13]。

### 改題 やまと新聞
- 1969年（昭和44年） 7月1日 - やまと新聞へ改題[一次 14]。
- 1970年（昭和45年）
  - 7月2日 - 関西総支社開設記念パーティを開催。大阪・御堂筋の大阪会館にて地元知名士700名を招いた[一次 15]。
  - 7月11日 - 社告「改題一周年記念祝賀会（21日）の中止とおわび」 不手際があり児玉誉士夫ほか責任を取り退陣 筒井弥二郎が引き継ぐ事を告知（9月8日の株主総会で正式に選出）[一次 16][一次 17]。
  - 11月11日 - 社告「谷口雅春氏の「一日一話」」「17日より毎日連載」[一次 18]。
  - 12月10日 - 社告「北日本支社を開設」金沢市に開設[一次 19]。
  - 12月18日 - 社告「東海支社を開設」名古屋市に開設[一次 20]。
- 1971年（昭和46年）
  - 1月16日 - 前社長吉田裕彦死去 [一次 21]。
  - 2月10日 - 社告「中国支社を開設」2月12日より広島市に開設[一次 20]。
- 1972年（昭和47年）
  - 11月13日 - 記事「仙台支局を開設」仙台市に開設[一次 22]。
  - 11月26日 - 『やまと信条』発表、社是であり編集要綱[一次 23]。
- 1973年（昭和48年） 11月29日 - 紙資源不足、石油危機により 月曜日休刊の告知（日曜日・月曜日・祝日休刊体制へ）[一次 24]。
- 1974年（昭和49年） 1月29日 - 麹町に事業部開設[一次 25]。
- 1976年（昭和51年）
  - 6月1日 - 『改憲のための憲法読本』小森義峯 連載開始[一次 26]。
  - 7月19日 - 『国を愛する学びの集い』宮崎市民会館で日本神洲連盟と共催[一次 27]。
- 1977年（昭和52年）
  - 8月31日 - 柴田高雄を第九回株主総会にて社長に選出[一次 28]。
  - 11月22日 - 社告にて 企画発案中のやまと国際ホテルの建設に関して、やまと新聞社 会長西山幸輝 及び役職員は無関係であると告知[一次 29]。
- 1978年（昭和53年）
  - 8月11日 - 広島市に広島支社を新設[一次 30]。
  - 9月1日 - 札幌市に北海道支社を新設[一次 31]。
  - 9月18日 - 横浜市に神奈川支社を新設[一次 32]。
- 1980年（昭和55年）
  - 3月23日 - 本社移転 東京都中央区日本橋茅場町2-7へ[一次 33]。
  - 10月29日 - 社告： '80鈴鹿JAFグランプリレース全日本選手権（11月1日～3日、鈴鹿サーキット）の出走車に”返せ！北方領土"のスローガンを掲げると告知[一次 34]。
- 1982年（昭和57年） 5月8日 - 10944号より週刊へ（原紙確認）[一次 35]。
- 1983年（昭和58年） 5月20日 - 社告「熊本支局開設のお知らせ」熊本市に開設 [一次 36]。
- 1984年（昭和59年）
  - 3月9日 - 社告「鹿児島支局開設のお知らせ」鹿児島市に開設 [一次 37]。
  - 8月24日 - 社告「福岡支局開設のお知らせ」福岡市に開設 [一次 38]。
- 1985年（昭和60年） 9月27日 - 社告 やまと新聞北海道・道東支社開設 帯広市に開設 [一次 39]。
- 1986年（昭和61年） 3月24日 - 筒井が死去 [一次 40]。
- 1987年（昭和62年） 12月10日 - 告知 「国会報告-指弾された問題企業」：新年より政治取材の最先端「国会記者クラブ」の記者による欄を設けることを告知 [一次 41]。
- 1998年（平成10年） 3月27日 - 告知 4月から 月一回15日発売に変更[一次 42]。
- 2002年（平成14年） 7月20日 - 年4回 1・4・7・8月発行へ。
- 2013年 (平成25年)　紙媒体の定期発行を終了、以降不定期及びWEBニュースに移行[一次 43]。

## 帝都日日新聞からやまと新聞へ

### 経過
『帝都日日新聞』はあくまでも野依秀市あっての新聞（野依新聞）で、1968年（昭和43年）野依の死後は経営が困難になる。筒井は『やまと新聞』『東京スポーツ』のオーナーだった児玉誉士夫の下を訪ねて経営参画を懇願する。児玉が元内閣総理大臣の岸信介に相談すると、「自分も考えるから一時預かって欲しい」と言われ、同志の吉田裕彦を社長、筒井を副社長、児玉は相談役として新体制を立ち上げる。翌1969年（昭和44年）7月1日、野依色を消して古い歴史を持つ『やまと新聞』に名前を変え再スタートした。しかし新生やまと新聞社は1970年（昭和45年）、政治資金パーティーの開催を巡って不手際を起こし、この責任を取って児玉と吉田が辞任。以後、日刊だった発行頻度は落ち込んでいった。

### 『やまと新聞』の足跡 日本主流新聞史通論
改題初号（第7583号）7月1日から（第7588号）7月7日（7月6日は日曜日で休刊）まで6回連載された、大森鉱太郎（旧やまと新聞編集局長心得経済部長）著の旧『やまと新聞物語』。 改題にあたり『やまと新聞』が如何に歴史ある右翼新聞であるかを読者に周知することを目的としていたと考えられる。以下に各号を記す。
1. 『一世紀も前に実践 インボデンに媚態を呈す』
2. 『明治十九年秋に創刊 忽ち発行部数第一位に』
3. 『”戦況ニュースに努む” ”やまと優位”動かず 次々に大芸術家を育成』
4. 『本格的活動を展開 満州事変が勃発 ”激動期”に直面す』
5. 『戦時体制確立に寄与 松下から岩田にバトンタッチ ソ連機関紙プラウダ 五大紙の一つにあげる』
6. 『昭和20年でピリオド 明治、大正、昭和の三代を風靡』

## 刊行物
特記ない限り、「国立国会図書館サーチ」（NDL Search）にて検索したもの。

### 帝都日日新聞
- 三宅雄二郎『一地点より』(1933年）
- 野依秀市『高橋是清をあばく 国民は此顔を忘るゝな』(1934年）
- 雪嶺三宅雄二郎『隔日随想』(1934年)
- 雪嶺三宅雄二郎『二日一言』(1935年)
- 野依秀市『武藤さんと私』(1935年)
- 三宅雪嶺『初台雑記』(1936年)
- 野依秀市『近衛内閣の出現に当りて』(1937年)
- 野依秀市『総選挙と国民の認識』(1937年)
- 帝都日日新聞社編輯局 編著『電話問答』(1938年)
- 三宅雄二郎『面白くならう』(1938年)
- 三宅雪嶺『戦爭と生活』(1938年)
- 野依秀市『正義は遂に勝てり』(1939年)
- 三宅雄二郎『事変最中』(1939年)
- 双葉山定次『双葉山自叙伝』(1939年)
- 三宅雄二郎『変革雑感』(1940年)
- 帝都日日新聞社『新体制論』(1941年)
- 帝都日日新聞社編輯局 編著『世に知られざる問題の真相』(1941年）
- 野依秀市『望月圭介翁と私』(1941年)
- 野依秀市『航空機発達の今日まで』(1942年)
- 野依秀市『日米決戦と増産問題の解決』(1943年)

### 復刊 帝都日日新聞
- 寺村天風『今人古人 画壇随想 上巻』(1959年)
- 帝都日日新聞社編集局 編『4,900万人の国会常識 昭和34年度最新版』(1959年)
- 寺村天風『画壇隨想 今人古人 上巻』(1959年）
- 野依秀市『三笠宮は皇族を離脱か』(1960年)
- 帝都日日新聞社編集局 編『誰にもよくわかる国会常識 昭和36年版』(1961年)
- 里見岸雄『討論天皇』(1962年)
- 帝都日日新聞社[ほか]『写真で見る双葉山』(1962年）
- 野依秀市『戦後の首相五人を相手として』(1963年)
- 木村庄之助『ハッケヨイ人生』(1966年)
- 松尾邦之助『親鸞とサルトル』(1966年)

### 改題 やまと新聞
- やまと新聞社政治部 編『みてくれ都政 都民のための都政とは何か』(1970年)
- 岩野光伸『社長経典 第1巻』(1970年）
- 西川泰編『日本の災害』(1974年）
- 小森義峯『改憲のための憲法読本』(1976年）
- 飯田万平『株式総会裏面史』(1977年)[5]

## 公式ウェブサイト
2008年5月30日、インターネット上に公式ウェブサイト（以下、公式サイト）を開設する。株式会社ファーストアクセスがサイト設置に関与しており、問合せ先が設けられていた。2009年に有料会員向けサイトをリニューアルしてウェブサイトサービス提供者は株式会社やまと新聞社になる。

## 国会内のみでの活動に制限されていたとの主張
かつて、自社のウェブサイト上で「GHQによる制約によって、長らく取材や新聞発行などの活動が国会内のみに制限されていた」との主張を行っていた時期があるが、GHQによる言論弾圧は1952年（昭和27年）の対日講和により終了している。
児玉が経営に関与した1970年代以降、前述のとおり各地に支社を設置するなどしている。さらに、「2009年にようやく国会以外での活動ができるようになった」とも称していたが、『日本マスコミ総覧』（文化通信社）によると、2007年12月14日時点での同社概要は下記のとおりとなっており（『2007年-2008年版』より抜粋。『2003年-2004年版』『2005年-2006年版』も同様）、2009年以前から国会外で活動が確認できる。
また、旧帝都日日新聞を直接の前身とする現在の『やまと新聞』の創刊が1932年（昭和7年）4月1日であるのに対し、ウェブサイトでは「明治19年創刊」と記述されているが、これは後の東京スポーツにつながる明治期創刊の同名紙の題号を引き継いだためである（前述）。
- 所在地：〒103-0013 東京都中央区日本橋人形町1-11-6
- 資本金：3000万円
- 決算月：6月
- 従業員数：10名
- 代表刊行物：『やまと新聞』（創刊1932年4月1日／月刊／4頁／ブラ／月2500円／65000部／広告有）
- 役員：代表取締役社長 岡時雄、取締役相談役 木下陽弘
- 東海支社：〒500-8207 岐阜県岐阜市日野北5-9-20
- 北日本支社：〒920-0856 石川県金沢市昭和町6-3
- 岡山支社：〒700-0026 岡山県岡山市奉還町1-1-7
- 熊本支社：〒862-0954 熊本県熊本市神水2-10-1 第2宏和ビル
- やまと新聞宮崎：〒880-0056 宮崎県宮崎市神宮東1-7-25 小松ビル1階
- 中国支社：〒730-0003 広島県広島市中区白島丸軒町17-1

## 両院記者会
『やまと新聞』が幹事を務めるとされる記者クラブ。

### 創設日・現況
- 1890年（明治23年）、帝国議会開設と同時に東京府東京市麹町区内幸町（現・東京都千代田区霞が関、経産省総合庁舎敷地）に造られた国会議事堂内に設置され、現存する記者クラブでは最古である。当時政府系の報道機関が加盟し、衆議院と貴族院の両院で取材をすることが許されたことから、その名が付いた。また、非政府系の「共同新聞記者倶楽部」は衆議院の取材しか許されなかった。
- 現在、幹事社を務めるやまと新聞のほか、「国会新聞」「公民新聞」「官界通信社」「合同通信」「日刊労働新聞」「ニュース日本」などが加盟している。国会通行証は一般記者のものではなく、政党機関紙・専門紙記者用のもの（「自由民主」や「しんぶん赤旗」、「日本農業新聞」など）が使われている。通常は加盟会社や各政党に通行証が割り当てられているが、同記者会の場合は加盟社の記者が個人名で登録を申し込むことになっている。よって、通行証には「所属会社・氏名」ではなく、「両院記者会・氏名」と記されている（かつて同紙政治部長を務めていた宇田川敬介がチャンネル桜の番組に出演した際、この通行証の実物を披露したことがある）。
- 同記者会のブースは衆議院正門入ってすぐ左の警備室（衛視）の一角にある（警備室の前が国会見学の際の記念撮影の場所になっているので、見学のついでに同記者会の現状を誰でも見ることができる。物置きスペースと国会見学者用のトイレの間のスペースに木製の看板だけが掲げられているだけである。よって、国会関係者でも「知る人ぞ知る」記者クラブである）。
- 一部で同記者会のみが国会内にあるとの指摘があるが、国会の建物内には、「衆議院記者クラブ」「参議院記者クラブ」「内閣記者会分室」「映報クラブ」「民放クラブ」、各政党の記者クラブがあり、また国会記者会館には「国会記者会」を構成する大手マスコミが入居しているので、この指摘は全くの間違いである。

### やまと新聞と両院記者会
- 新企画の案内で「『国会記者クラブ』の第一線記者による」と記載 （1987年=昭和62年12月10日 第11235号）・・・ 「両院記者会」と関係がない
- 大阪支社開設の社告にて「創立いらい、国会記者クラブ（両院記者会）に所属し、」と記載。（1988年=昭和63年3月4日 第11246号） ・・・「国会記者クラブ」の事を「両院記者会」と呼んでいる。
- 日本マスコミ総覧1991年版～2008年版にかけて加盟団体の項目なし（他には記者クラブを載せるところもあり。）。
- やまと新聞（2009年=平成21年7月15日 第11811号)4面PRページで”明治19年創刊”はあるが『両院記者会』の文字はない。10月15日号で「国会両院記者会」が登場する。

### 戦前の記者会（国会関係）（参考）
「日本新聞年鑑」より。 帝国議会（貴衆両院）に関する報道を行うのために「同盟新聞記者倶楽部」を明治23年（1890年）の帝国議会開設と共に組織。 「同盟新聞記者倶楽部」は、昭和11年（1936年）12月5日に「帝国議会記者倶楽部」と改称 12年（1937年）春にそれより「議院記者会」が分離独立した。  「両院記者会」については全く記載が無い。

#### 旧やまと新聞と記者会
旧『やまと新聞』関係者は、「同盟新聞記者倶楽部」に所属、分裂後は、「議院記者会」へ。

## 週刊ラジオやまと新聞
- 2011年10月6日から半年間、神奈川県域放送局のラジオ日本で放送されていた同社提供のトーク番組。土屋敬之東京都議会議員や同紙の岡時彦編集局長、宇田川敬介政治部長らが出演していた。

## 関連人物
- 野依秀市（帝都日日新聞創業者、元社主）
- 児玉誉士夫（右翼運動家、暴力団稲川会顧問、元やまと新聞相談役）
- 吉田裕彦（元やまと新聞社長（初代））
- 筒井弥二郎（元やまと新聞社長（2代））
- 西山幸輝（元やまと新聞会長）
- 宇田川敬介（ジャーナリスト、選挙コンサルタント、元同紙政治部長、元国会新聞社編集次長）

## 関連書籍
- 「帝都日日新聞」十年史（1943年、帝都日日新聞社発行）…国立国会図書館の所蔵情報（リンク先は、NDL-OPAC）

## 参考資料
- 「帝都日日新聞」十年史（#関連書籍参照）
- 天下無敵のメディア人間 喧嘩ジャーナリスト・野依秀市（2012年、新潮社）ISBN 4106037025